# Westkapelle-Binnen
Westkapelle-Binnen est une ancienne commune néerlandaise de la province de la Zélande.
La commune était constituée de la petite ville de Westkapelle-intra muros.
Le 1er janvier 1816 la commune fusionna avec Westkapelle-Buiten en Sirpoppekerke pour former une seule commune Westkapelle.